# Павел Поп
Павел Поп (Стара Пазова, 1948 – 2019) био је ликовни уметник, академски графичар и дугогодишњи технички уредник дневног листа „Дневник“ из Новог Сада.

## Биографија
Рођен је 1. децембра 1948. у Старој Пазови у словачкој породици Павла и Ане Поп. Завршио је основну школу у Старој Пазови и Средњу уметничку школу „Богдан Шупут“ у Новом Саду. Након студија на Педагошкој академији у Београду, уписао је графику на Високој школи ликовних уметности у Братислави где је дипломирао 1975. године у класи Албина Бруновског и Винсента Хложника. Члан Удружења ликовних уметника Војводине (УЛУВ) постао је 1977. године. Преминуо је у Новом Саду 4. јула 2019.

## Каријера и стваралачки рад
Недуго после завршених студија, осамдесетих година прошлог века стекао је реноме једног од најбољих и најтраженијих графичара на простору бивше Југославије. У оквиру свог ликовног стваралаштва развио је оригинални концепт, који је стручна критика прозвала имагинативним реализмом. Доминантни мотив његових слободних графичких листова је женски акт или женска фигура.
Средином деведесетих преселио је свој атеље из Старе Пазове на Петроварадинску тврђаву где се поред графике бавио и другим врстама, техникама и жанровима сликарства. Илустровао је бројне књиге а његови радови се могу наћи у значајним галеријама и институцијама.
Радни век је провео као технички уредник у новосадском „Дневнику“ где је остао запамћен као врсни познавалац графичке уметности, издаваштва и штампарске струке.
Излагао је на бројним појединачним и групним изложбама код нас и у свету.